# Donker Curtius
Donker Curtius is een Nederlands patriciërsgeslacht. 
Boudewijn Donker werd 10 april 1746 in de hervormde kerk te Helmond gedoopt als zoon van Hendrik Donker, drossaard van Mierlo en Stiphout, en Boudewina Curtius. Ter onderscheiding van een halfbroer nam hij de familienaam van zijn moeder aan en werd daarmee het hoofd van de familie Donker Curtius.

## Bekende telgen
- Boudewijn Donker Curtius (1746-1832), president van het Nationaal hooggerechtshof en keizerlijk gerechtshof.
- Hendrik Herman Donker Curtius (1778-1839), predikant.
- Willem Boudewijn Donker Curtius van Tienhoven  (1778-1858), politicus en president Hoge Raad.
- Dirk Donker Curtius (1792-1864), advocaat en minister van Justitie.
- Janus Henricus Donker Curtius (1813-1879), commissaris van het eiland Dejima.